# Sporophile à gorge blanche
Sporophila albogularis
Espèce
Statut de conservation UICN

 LC  : Préoccupation mineure
Le Sporophile à gorge blanche (Sporophila albogularis) est une espèce de passereau appartenant à la famille des Thraupidae.

## Description

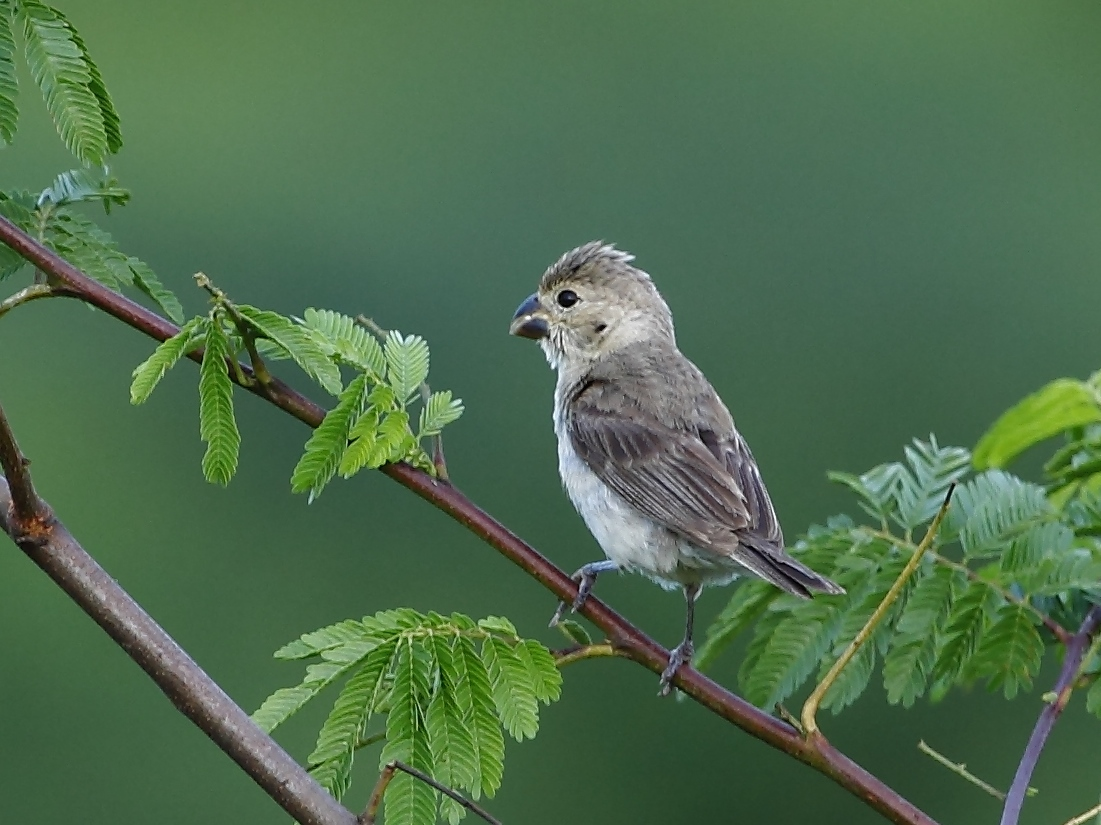
Sporophila albogularis; femelle

Cet oiseau mesure environ 10 cm de longueur. Il arbore un plumage à dominante grise. Une partie de la tête est noire. La bavette, la poitrine munie d'une bande pectorale noire, le ventre et l'extérieur des cuisses sont blancs. L'intérieur de celles-ci est noir. Les yeux sont marron foncé et les pattes grises.
Le plumage de la femelle est un peu plus terne que celui du mâle et son bec est noir au lieu de jaunâtre corne.

## Répartition
Il est endémique du nord-est du Brésil.

## Habitat
Il habite les forêts et les zones de broussailles sèches tropicales et subtropicales et les forêts primaires fortement dégradées.